# Stethynium vesalii
Stethynium vesalii är en stekelart som beskrevs av Girault 1912. Stethynium vesalii ingår i släktet Stethynium och familjen dvärgsteklar. Inga underarter finns listade i Catalogue of Life.